# Yolane Kukla
Yolane Nicole Kukla (Brisbane, 29 de setembro de 1995) é uma nadadora australiana.
Em Londres 2012 ganhou a medalha de ouro no revezamento 4x100m livres australiano.